# Lewiston (Minnesota)
Lewiston – miasto w Stanach Zjednoczonych, w stanie Minnesota, w hrabstwie Winona.